# Niki Smit
Niki Smit (Rotterdam, 6 juni 1975) is een Nederlandse schrijfster en illustrator van kinderboeken voor meisjes in de leeftijd van 10 tot 15 jaar.
Haar eerste boek, 100% Nina, verscheen in 2005. In 2017 werd haar boek 100% Coco verfilmd door Tessa Schram. De tweede film 100% Coco New York was in 2019 in de bioscoop te zien. In 2022 was 100% Coco de Musical (geproduceerd door Morssinkhof Terra), te zien in het theater. De 100% luisterboeken zijn voorgelezen door onder anderen Georgina Verbaan, Pip Pellens en Sterre Koning. Smit illustreerde haar boeken 100% Coco, 100% Coco Paris, 100% Coco New York, 100% Coco Berlin en 100% Coco Tokyo zelf. Sinds 2015 is zij ambassadeur van de Dag van de Franse taal.
In het verleden werkte Smit als hoofdredacteur van een website voor tieners en een modeblog. In 2011 rondde zij de opleiding scenarioschrijven voor film en televisie aan de Scriptschool in Amsterdam af.

## Prijzen
- 100% Nina werd bekroond met de Hotze de Roosprijs 2006.
- 100% Lola werd genomineerd voor de Nickelodeon Kids' Choice Award 2007.
- 100% Lola, 100% Bo, 100% Fee, 100% Mila, 100% Beverly, 100% Julia, 100% Coco Paris, 100% Coco New York en 100% Coco Tokyo werden genomineerd voor de Prijs van de Nederlandse Kinderjury 2007, 2009, 2010, 2011, 2012, 2013, 2015, 2017 en 2021.
- 100% Coco werd bekroond met de Prijs van de Nederlandse Kinderjury 2014.
- 100% Coco Paris werd bekroond met de Pluim van de Nederlandse Kinderjury 2015.
- 100% Coco Paris werd genomineerd voor de Prijs van de Jonge Jury 2017.
- De film 100% Coco won de Cinekid Leeuw Publieksprijs voor Beste Nederlandse familiefilm.
- 100% Coco de Musical is in 2022 genomineerd voor 3 Musical Awards: Beste script en dialogen, Beste origineel Nederlandse musical en Aanstormend talent voor Suzanna Pleiter.
- 100% Coco werd genomineerd voor de Tina Award voor Beste boek van het jaar 2023.